# Базилика Маркевича
Базилика Маркевича — руины православного храма IX—X века, расположенные примерно в 700 м от южных обрывов плато Мангупа, недалеко от пересечения Адым-Чокракской долины и ущелья Ураус-Дереси. Условное название дано памятнику по имени историка и археолога Арсения Маркевича, впервые описавшего объект в статье «Экскурсия на Мангуп», опубликованной в сборнике «Известия Таврической Ученой Архивной Комиссии» за 1890 год.

Реконструкция внешнего вида базилики

## Описание
По результатам археологических исследований установлено, что базилика представляла собой пятинефный пятиапсидный храм (центральный
неф был отделен от боковых двумя дополнительными нефами с двойной колоннадой), расположенный в направлении запад — восток размерами 15,5 на 11,4 м. Апсиды были полукруглые, центральный неф имел размеры ширину 3,4 и длину 7,1 м, боковые — 1,9 на 9,9 м. Солея в центральной апсиде устроена выше уровня пола на 20 см, пол устлан известняковыми плитами размерами от 40,0 на 74,0 до 96,0 на 76,0 см, центральный неф был отделён двумя рядами колонн, по три в каждой, высеченных из цельного известнякового блока. Вход, шириной 1,0 м, располагался с запада, толщина стен 0,65—0,70 м (сохранились на высоту 11,0 — 20,0 см), кладка двупанцирная, трёхслойная на известковом растворе, предполагается, что храм был полностью оштукатурен. Базилика функционировала непродолжительное время, в пределах конца IX — первой половины X века. Существует версия, что базилика могла быть центральным храмом отдельного монастырского комплекса в ближней округе Мангупа.

## История изучения
В конце XIX века А. И. Маркевич, при посещении Мангупа, обратил внимание на местных жителей, занимавшихся разборкой на строительный материал неких развалин. При обследовании учёный обнаружил выложенный четырёхугольными каменными плитами (было обнаружено 60 штук) пол большого строения и шесть баз круглых колонн — два ряда по три колонны, расположенные с запада на восток. Было установлено, что пострадала лишь небольшая южная часть здания, которое Маркевич определил, как христианский храм базиликального типа. С учётом находок черепицы с клеймами в виде креста и капителей с ажурной резьбой из местного известняка, историк датировал храм первой половиной XV века. В 1937 году остатки базилики обследовал Н. И. Репников, по результатам осмотра датировавший её вслед за Н. И. Репниковым, на основании тех же опубликованных архитектурных деталей, VII—VIII веком. В археологической карте памятников Каралезской и Шульской долин 1970 года А. Л. Якобсон указал трёхнефную базилику также VII—VIII века. В 2013—2016 году отрядом Мангупской экспедиции под руководством Валерия Науменко проводились раскопки памятника, в результате которых сформировалось современное представление об истории и внешнем виде базилики.